# ليوناردو سيلفا دوس سانتوس
ليوناردو سيلفا دوس سانتوس (21 أغسطس 1976 بريو دي جانيرو في البرازيل - ) هو لاعب كرة قدم برازيلي في مركز الظهير. لعب مع أدو دين هاغ ودي غرافشاب وديبورتيس كوينديو وفاينورد ونادي إيمن ونادي دوردريخت ونادي غرونينغن وLorca Deportiva CF ‏ ونادي فيرانوبوليس وNova Iguaçu FC ‏ وMVV Maastricht ‏.

## روابط خارجية
- ليوناردو سيلفا دوس سانتوس على موقع قاعدة بيانات كرة القدم.إي يو (الإنجليزية)
- ليوناردو سيلفا دوس سانتوس على موقع Soccerway.com (الإنجليزية)
- ليوناردو سيلفا دوس سانتوس على موقع عالم كرة القدم.نت (الإنجليزية)